# Unter der Brücke
Unter der Brücke ist ein deutscher Dokumentarfilm aus dem Jahr 2015. Er ist 85 Minuten lang, im Original Deutsch mit englischen Untertiteln. Christoph Goldbeck war für Regie, Drehbuch und Kamera verantwortlich.

## Handlung
Der Dokumentarfilm erzählt die Geschichte, warum man überall auf der Welt sehr oft arm bleibt, wenn man arm geboren wird. Mit der Lebensgeschichte des ehemaligen Obdachlosen Wolfgang K. ist das Doku-Drama und Road-Movie ein Plädoyer für Freundschaft sowie Freiheit.

## Produktion
Produziert wurde der Dokumentarfilm im Zeitraum zwischen 2009 und der zweiten Hälfte des Jahres 2014 von der Kölner Produktionsfirma Kalmäuser GmbH. Das Gesamtbudget der Produktion lag bei etwa 40.000 Euro. Die Film- und Medienstiftung NRW förderte den Film mit einer so genannten „P2-Förderung“ in Höhe von 25.000 Euro. Uraufgeführt wurde der Film in Luzern am Lucerne International Film Festival (LiFF) 2014 und am 3. April 2016 im Kölner Lichtspieltheater „Odeon“ im Rahmen einer Film-Matinee.

## Kritik
„…Regisseur und Kameramann Christoph Goldbeck hat ein aufwühlendes Porträt geschaffen, das zum Nachdenken anregt und das Leben in seiner Schrecklichkeit und Ironie zeigt…“

„…Fünf Jahre lang hat Dokumentarfilmer Christoph Goldbeck den Obdachlosen Wolfgang Kroggel mit einer kleinen Kamera begleitet ein aufwühlendes Porträt geschaffen…“

„«…ein emotionaler und eindrucksvoller Film, der deutlich macht welchen Gang Armut fast immer geht, egal wo auf der Welt…»“

## Auszeichnungen
- Official Selection LiFF (Lucerne International Film Festival 2014)